# Jacopo Vignali
Pour les articles homonymes, voir Vignali.
Jacopo Vignali (Pratovecchio en 1592 - Florence, 1664) est un peintre italien de l'école florentine au début de sa décadence.

## Biographie
Il a été l'élève de  Matteo Rosselli (1578 - 1650) et  le maître de Carlo Dolci.
En 1614, il adhèra à la Compagnia di San Benedetto Bianco, à Florence, et en 1616, il entra à l'Accademia del Disegno, dont il devint académicien en 1622.
Jusqu'en 1663 il travailla pour divers commanditaires dont Angelo Galli, Giovanni Guadalberto Guicciardini, le cardinal Carlo de' Medici et pour les familles Buonarroti (1616), Riccardi, Accolti, Mazzei et Torrigiani-Colonna.
Il travailla également à Lucques (1643) et à Pise (1649).

## Œuvres
France
- Narbonne
  -  La mort de saint Joseph- Musée des Beaux-Arts de Narbonne [1]
- Paris
  -     - Pyrame et Thisbé, dessin, département des Arts graphiques du musée du Louvre
- Strasbourg
  - Cyparissos (Vers 1625) (donation Kaufmann et Schlageter) Musée des Beaux-Arts de Strasbourg[2]

Italie
- Jésus descend de la croix pour montrer à Saint Bernard les blessures sur son dos (1623)[3], église dei Santi  Simone e Giuda, Florence
- Crucifix porté en Ciel d'anges et adoré de Saints (1631), toile signée et datée, église San Martino à Montughi. Présente, en fond, le panorama de Florence.
- Saint Martin donnant son manteau à un pauvre, dôme de Pietrasanta
- Transfiguration, dôme de  Pietrasanta
- Vierge à l'Enfant et saints, église  San Bartolomeo à Badia a Ripoli
- Saint Augustin, église  Santa Maria dei Candeli
- L'Extase de saint François (1634), église Santo Stefano in Pane
- Circoncision (1634), chapelle Martini de la paroisse de Sesto Fiorentino
- Saint Michel, église San Gaetano
- Tobie et l'ange Gabriel, huile sur toile, 133 × 161 cm, musée de San Marco, Florence. Il se trouvait dans le cellier du couvent[4].
- Peintures au Museo di San Francesco à  Greve in Chianti
- Peintures au réfectoire de l'ancien couvent de Santa Maria degli Angioli
- Peintures à la Casa Buonarroti via Gibeline.
- À la Basilica della Santissima Annunziata :
  - Vierge en Assomption avec San Vitale, Sant'Alessandro et San Gregorio  sur l'autel de la chapelle de la Madonna degli Angeli  ;
  - Martyre de Saint Lucie  sur l'autel d'une autre chapelle,
  - Sainte Marie Madeleine et  Sainte Margherita de Cortona , fresques sur la coupole de la même chapelle.

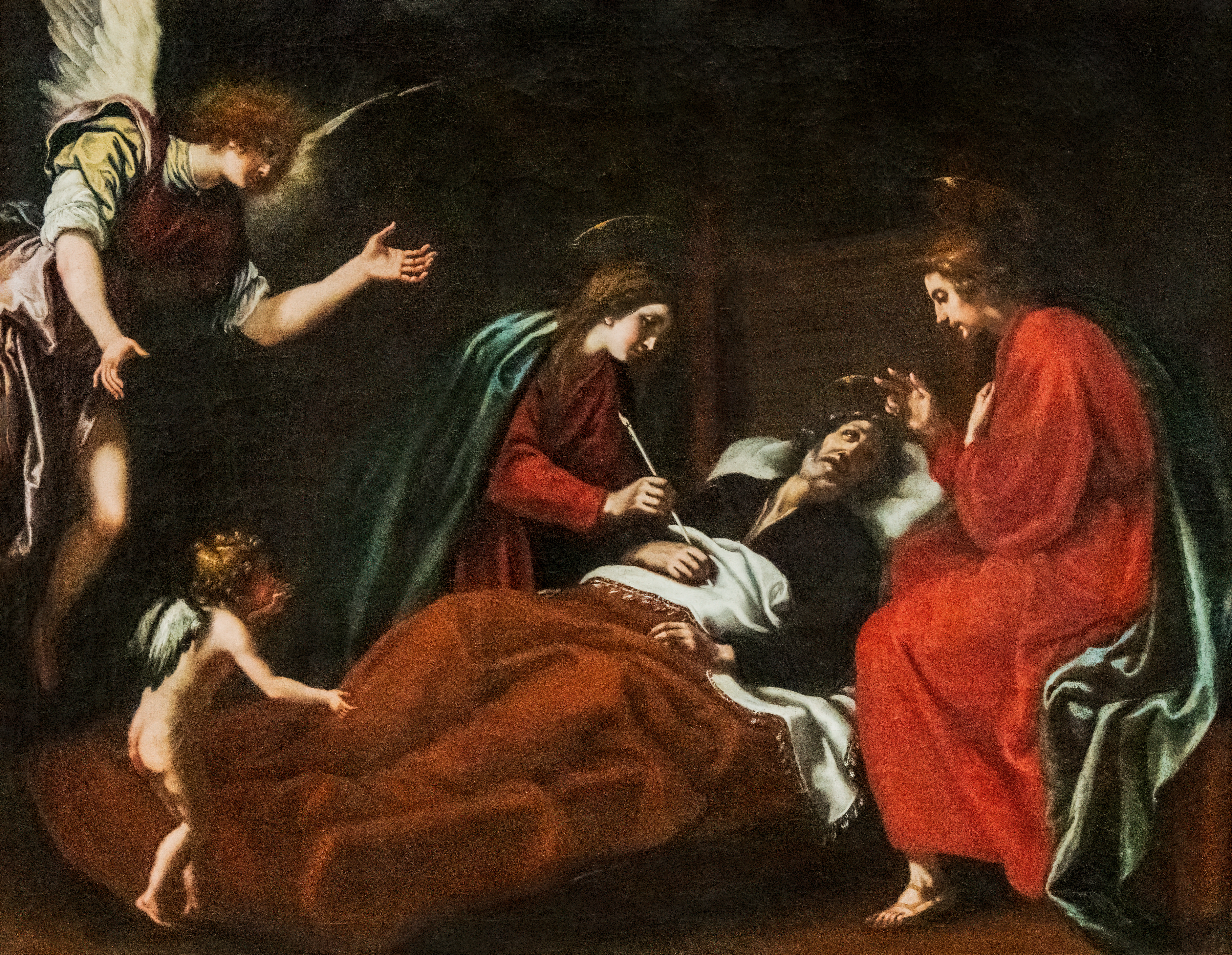
La mort de saint Joseph, Musée des Beaux-Arts de Narbonne
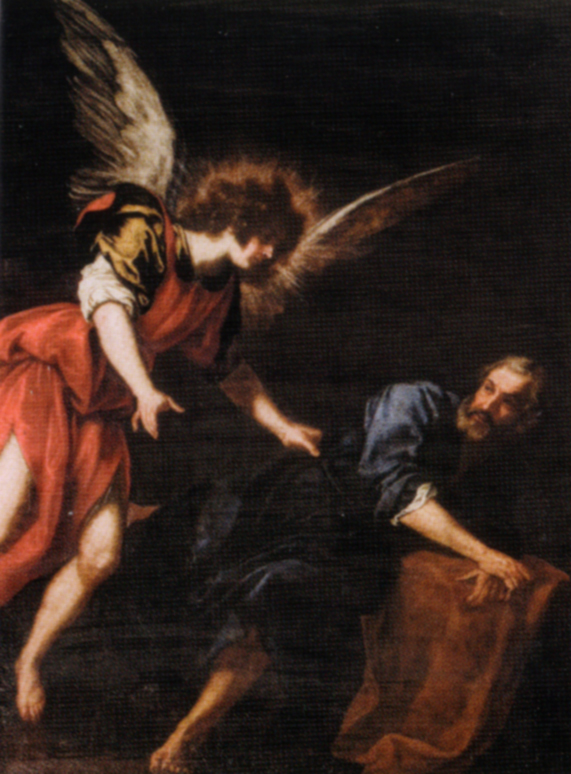
L'apparition à Saint-Pierre.